# 维伊勒佩卢
维伊勒佩卢（法語：Villy-le-Pelloux）是法国上萨瓦省的一个市镇，位于该省中西部，属于阿讷西区。该市镇总面积2.97平方公里，2015年时的人口为922人。

## 交通
法国国家A41高速公路和A410高速公路在境内交汇。上萨瓦省省道D12线也经过维伊勒佩卢境内。

## 人口
维伊勒佩卢人口变化图示